# Sítio arqueológico Teotônio
O sítio arqueológico Teotônio, localizado no alto rio Madeira, próximo à cachoeira homônima submersa pela construção de uma barragem, é um sítio arqueológico em Rondônia. A análise do material arqueológico mostra a presença humana que remonta a 9500 anos atrás até hoje.